# Ratpenat de les flors jamaicà
El ratpenat de les flors jamaicà (Phyllonycteris aphylla) és una espècie de ratpenat de la família dels fil·lostòmids, endèmica de Jamaica.